# Гало Матезе
Гало Матезе (итал. Gallo Matese) је насеље у Италији у округу Казерта, региону Кампанија.
Према процени из 2011. у насељу је живело 761 становника. Насеље се налази на надморској висини од 854 м.

## Становништво
| 1951. | 1961. | 1971. | 1981. | 1991. | 2001. | 2011. |
| ----- | ----- | ----- | ----- | ----- | ----- | ----- |
| 2.546 | 1.800 | 1.267 | 1.029 | 927   | 761   | 648   |